# Grande fontaine de Gy
La grande fontaine de Gy est une fontaine située à Gy, en France.

## Description
Suivant une composition pyramidale, l'édifice comprenait un réservoir de plan rectangulaire, surmonté d'un château d'eau en forme de temple dorique contre lequel s'appuyaient trois bassins concentriques en cascade. Des transformations furent réalisées en 1867, suivant les plans de l'architecte Girod de Pontarlier. Les trois bassins ont été supprimés et remplacés par un seul. Au centre a été élevé un socle en pierre de taille destiné à recevoir une statue ou un groupe sculpté.

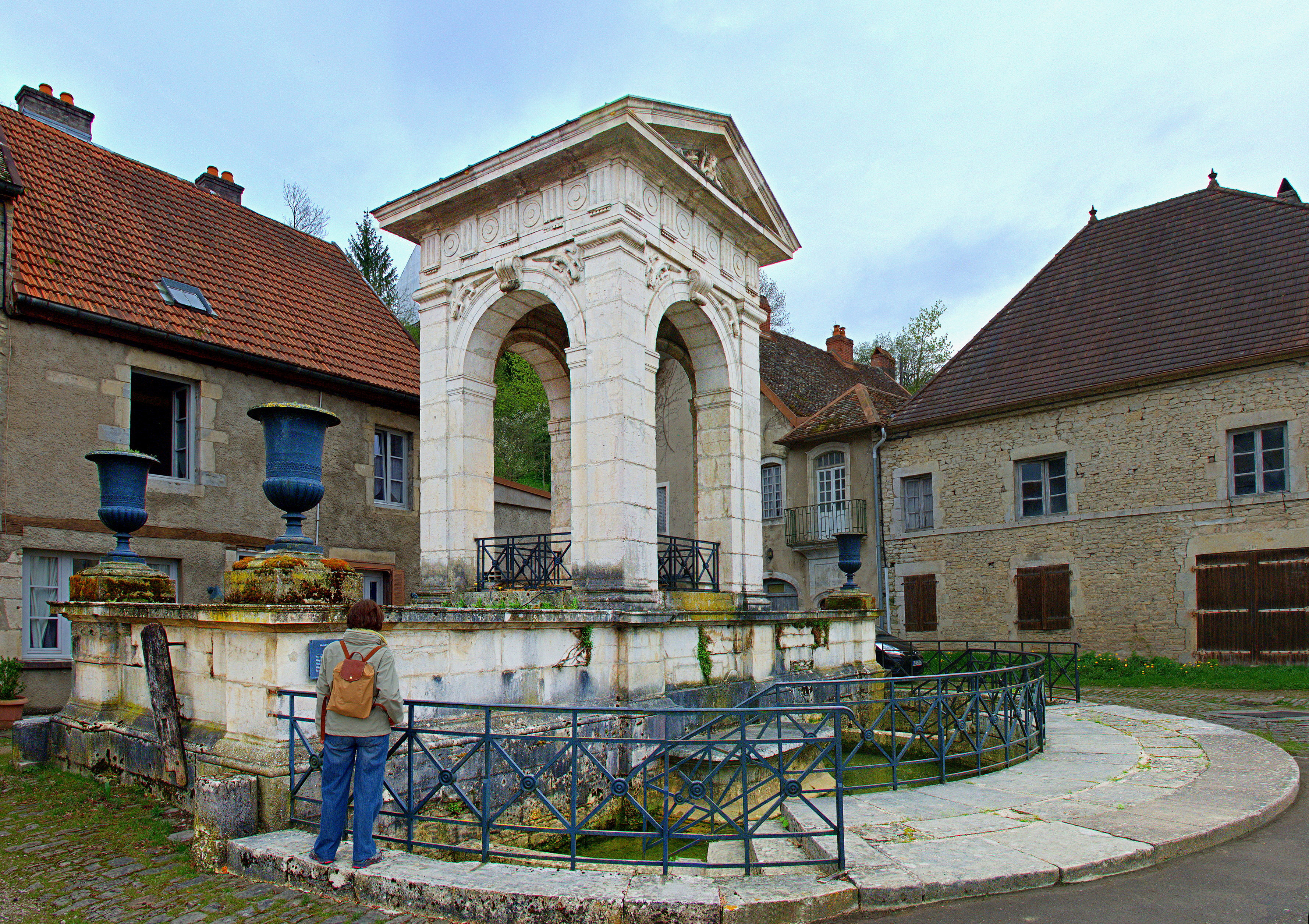
Vue générale de la fontaine.

## Localisation
La fontaine est située sur la commune de Gy, dans le département français de la Haute-Saône. Elle est visible Grande-Rue 70700 GY

## Historique
La fontaine fut construite entre 1830 et 1835 par les architectes César Convers et Alphonse Delacroix, à l'issue de travaux d'aménagement et d'élévation d'une source, principal point d'alimentation en eau de la ville basse.
L'édifice est inscrit au titre des monuments historiques en 2001.